# Mušenice
Mušenice este o arie protejată (arie specială de conservare — SAC, sit de importanță comunitară — SCI) din Republica Cehă întinsă pe o suprafață de 14,4 ha, integral pe uscat.

## Localizare
Centrul sitului Mušenice este situat la coordonatele 49°07′01″N 16°56′30″E / 49.116944°N 16.941667°E.

## Înființare
Situl Mušenice a fost declarat sit de importanță comunitară în aprilie 2005 pentru a proteja 1 specie de plante. Situl a fost protejat și ca arie specială de conservare în iulie 2012.

## Biodiversitate
Situată în ecoregiunea panonică, aria protejată nu include niciun habitat protejat.
La baza desemnării sitului se află o specie protejată de  plante: papucul doamnei (Cypripedium calceolus).